# Nicorps
Nicorps és un municipi francès situat al departament de la Manche i a la regió de Normandia. L'any 2007 tenia 424 habitants.

## Demografia

### Població
El 2007 la població de fet de Nicorps era de 424 persones. Hi havia 144 famílies de les quals 24 eren unipersonals (12 homes vivint sols i 12 dones vivint soles), 48 parelles sense fills, 64 parelles amb fills i 8 famílies monoparentals amb fills.
La població ha evolucionat segons el següent gràfic:
Habitants censats

### Habitatges
El 2007 hi havia 162 habitatges, 148 eren l'habitatge principal de la família, 7 eren segones residències i 7 estaven desocupats. 161 eren cases i 1 era un apartament. Dels 148 habitatges principals, 120 estaven ocupats pels seus propietaris, 23 estaven llogats i ocupats pels llogaters i 5 estaven cedits a títol gratuït; 2 tenien dues cambres, 6 en tenien tres, 33 en tenien quatre i 107 en tenien cinc o més. 120 habitatges disposaven pel capbaix d'una plaça de pàrquing. A 57 habitatges hi havia un automòbil i a 89 n'hi havia dos o més.

### Piràmide de població
La piràmide de població per edats i sexe el 2009 era:
| Homes | Edats   | Dones |
| ----- | ------- | ----- |
| 0     | 95 o +  | 0     |
| 0     | 90 a 94 | 0     |
| 4     | 85 a 89 | 4     |
| 4     | 80 a 84 | 0     |
| 4     | 75 a 79 | 4     |
| 4     | 70 a 74 | 4     |
| 4     | 65 a 69 | 4     |
| 0     | 60 a 64 | 4     |
| 4     | 55 a 59 | 0     |
| 24    | 50 a 54 | 28    |
| 12    | 45 a 49 | 20    |
| 16    | 40 a 44 | 16    |
| 12    | 35 a 39 | 12    |
| 16    | 30 a 34 | 16    |
| 16    | 25 a 29 | 8     |
| 12    | 20 a 24 | 8     |
| 20    | 15 a 19 | 12    |
| 20    | 10 a 14 | 16    |
| 28    | 5 a 9   | 4     |
| 16    | 0 a 4   | 16    |

## Economia
El 2007 la població en edat de treballar era de 296 persones, 233 eren actives i 63 eren inactives. De les 233 persones actives 228 estaven ocupades (120 homes i 108 dones) i 5 estaven aturades (1 home i 4 dones). De les 63 persones inactives 18 estaven jubilades, 30 estaven estudiant i 15 estaven classificades com a «altres inactius».

### Ingressos
El 2009 a Nicorps hi havia 149 unitats fiscals que integraven 419 persones, la mediana anual d'ingressos fiscals per persona era de 17.535 €.

### Activitats econòmiques
Dels 10 establiments que hi havia el 2007, 1 era d'una empresa alimentària, 2 d'empreses de fabricació d'altres productes industrials, 2 d'empreses de construcció, 1 d'una empresa de comerç i reparació d'automòbils, 1 d'una empresa de transport, 1 d'una empresa d'hostatgeria i restauració, 1 d'una empresa de serveis i 1 d'una empresa classificada com a «altres activitats de serveis».
Dels 3 establiments de servei als particulars que hi havia el 2009, 1 era un paleta, 1 lampisteria i 1 restaurant.
L'any 2000 a Nicorps hi havia 20 explotacions agrícoles que ocupaven un total de 684 hectàrees.

## Poblacions més properes
El següent diagrama mostra les poblacions més properes.